# CODM Meknès

El CODM Meknes, también conocido como Club Omnisports De Meknès, es un equipo de fútbol de Marruecos que juega en la GNF 2, la segunda competición de fútbol más importante del país.

## Historia
Fue fundado en el año 1962 en la localidad de Meknes a raíz de la fusión de 4 equipos de la ciudad: Rachad Meknassi, ASTF, Atlas y Alismailia. También cuenta con equipos de otros deportes, como waterpolo, baloncesto, voleibol y balonmano.

## Palmarés
- Liga marroquí de fútbol: 1

1995
- Coupe du Trône: 1

1966
- - Subcampeón: 3

1981, 1999, 2011

## Participación en competiciones de la CAF
| Temporada | Torneo                            | Ronda            | Club            | Casa | Visita | Global      |
| --------- | --------------------------------- | ---------------- | --------------- | ---- | ------ | ----------- |
| 1996      | Copa Africana de Clubes Campeones | 1                | AC Semassi FC   | 1-0  | 1-2    | 2-2         |
| 1996      | Copa Africana de Clubes Campeones | 2                | Ashanti Gold SC | 1-0  | 0-0    | 1-0         |
| 1996      | Copa Africana de Clubes Campeones | Cuartos de final | Zamalek SC      | 2-2  | 0-2    | 2-4         |
| 2005      | Copa Confederación de la CAF      | Preliminar       | Dakar UC        | 1-0  | 0-1    | 1-1 (3-1 p) |
| 2005      | Copa Confederación de la CAF      | 1                | AS Marsa        | 0-1  | 0-2    | 0-3         |
| 2012      | Copa Confederación de la CAF      | 1                | FC Séquence     | 3-0  | 2-0    | 5-0         |
| 2012      | Copa Confederación de la CAF      | 2                | ASEC Mimosas    | 0-0  | 1-1    | 1-1 (a)     |
| 2012      | Copa Confederación de la CAF      | 3                | Stade Malien    | 1-1  | 0-3    | 1-4         |

## Jugadores

### Jugadores destacados
- Fousseny Kamissoko (2007–08)

## Expresidentes
| - Mohamed Lamrabet - Ba Hamid Sidi Lahlou - Idriss El-Alami - Saleh Rhalaf - Haj Mohamed Benabdeljalil - Haj Salam Bennouna - Abdelnabi Terrab - Kamal El-Mandri - Moulay Abdelrahman El-Bachiri - Mustapha El-Baz - Nourredine Kendouci - Idriss El-Alami - Abdelaziz Rehioui - Idriss El-Alami - Mohamed Saâdallah | - Hassan El-Mahmoudi - Haj Mohamed Keddari - Mohamed Saâdallah |